# Искаково
Иска́ково (баш. Исҡаҡ) (Исхаково, Куянсык) — деревня в Абзелиловском районе Республики Башкортостан, относится к Бурангуловскому сельсовету.

## География
Расположена на реке Большой Кизил

### Географическое положение
Расстояние до:
- районного центра (Аскарово): 45 км,
- центра сельсовета (Бурангулово): 3 км,
- ближайшей железнодорожной станции (Магнитогорск-Пассажирский): 92 км.

## История
Известна с 1834 г. (по другим данным с 1765 г).
Основана башкирами д. Даутово Тамьянской волости Верхнеуральского уезда на собственных землях. Названа по имени первопоселенца Исхака Даутова (по другим данным Искака Сеитбаева).
Занимались скотоводством, земледелием.

## Население
| 1968 | 2002 | 2009 | 2010 |
| ---- | ---- | ---- | ---- |
| 246  | ↘177 | ↗181 | ↘178 |

Историческая численность населения: в 1866 в 38 дворах проживало 234 человека; в 1900—284 чел.; 1920—343; 1939—264; 1959—204; 1989—188; 2002—177; 2010—178.
Национальный состав
Согласно переписи 2002 года, преобладающая национальность — башкиры (99 %).

## Инфраструктура
Есть начальная школа (филиал Бурангуловской средней школы), клуб.